# Силин, Николай Фёдорович
Николай Фёдорович Силин (1919 — 1956) — передовик советского сельского хозяйства, бригадир колхоза «Новая деревня» Оханского района Молотовской области, Герой Социалистического Труда (1948).

## Биография
Родился в 1919 году в селе Тулумбаиха Притыкинской волости Оханского уезда Пермской губернии, ныне Оханского района Пермского края в русской крестьянской семье. Завершил обучение в сельской начальной школе. С юношества стал работать в колхозе, получил специальность механизатора.
В 1945 году принимал участие в военных действиях в Японской войне. После демобилизации возвратился домой, продолжил трудовую деятельность в сельском хозяйстве. Работал бригадиром колхоза "Новая деревня", позднее совхоз "Пермский". В трудные послевоенные годы сумел наладить работу бригады, которая достигала намеченных планов по приращению новыми земельными угодьями. Сумел новые пустоши превратить в плодородные земли. В 1947 году бригаде Силина удалось собрать высокий урожай ржи: 30,7 центнера с гектара на площади 25 гектаров.
За получение высоких урожаев ржи в 1947 году, Указом Президиума Верховного Совета СССР от 19 марта 1948 года Николаю Фёдоровичу Силину было присвоено звание Героя Социалистического Труда с вручением ордена Ленина и золотой медали «Серп и Молот».
В дальнейшем продолжал трудовую деятельность, с 1949 года стал работать трактористом в Окуловской машинно-тракторной станции.
Проживал в родном селе Тулумбаиха. Умер в 1956 году.

## Награды
За трудовые успехи удостоен:
- золотая звезда «Серп и Молот» (19.03.1948),
- орден Ленина (19.03.1948),
- Медаль «За трудовую доблесть» (28.04.1949),
- другие медали.